# Alsike
Alsike is een plaats in de gemeente Knivsta in het landschap Uppland en de provincie Uppsala län in Zweden. De plaats heeft 1682 inwoners (2005) en een oppervlakte van 160 hectare.